# Xã Goshen, Quận Muscatine, Iowa
Xã Goshen (tiếng Anh: Goshen Township) là một xã thuộc quận Muscatine, tiểu bang Iowa, Hoa Kỳ. Năm 2010, dân số của xã này là 602 người.